# Julian Baggini
Julian Baggini (ur. 9 września 1968) – brytyjski filozof i pisarz, współzałożyciel 'The Philosophers' Magazine'.
Jego artykuły ukazały się także m.in. w The Guardian, The Independent, The Observer, BBC. Jest on także regularnym gościem programu radia BBC 4: 'In Our Time'.
Uzyskał doktorat z filozofii w 1996 na University College, Londyn za pracę o tożsamości osobowej (ang. philosophy of personal identity).

## Książki
- Ateizm. Bardzo krótkie wprowadzenie. PWN Warszawa 2013.
- The Pig that Wants to be Eaten and 99 other thought experiments. Granta, 2005.
- What’s It All about? Philosophy and the meaning of life. Granta, 2004.
- Making Sense: Philosophy Behind the Headlines. Oxford University Press, 2002.
- Atheism: A Very Short Introduction. Oxford University Press, 2003.
- Philosophy: Key Themes. Palgrave Macmillan, 2002.
- Philosophy: Key Texts. Palgrave Macmillan, 2002.
- wraz z Fosl, P.S. The Philosopher’s Toolkit. Blackwell, 2002.
- wraz ze Stangroom, J. (eds.) Great Thinkers A-Z. Continuum, 2004.
- ______________. (eds.) What Philosophers Think. Continuum, 2003.
- ______________. (eds.) New British Philosophy: The interviews. Routledge, 2002.